# フィリップ2世 (フランス王)
フィリップ2世（Philippe II, 1165年8月21日 - 1223年7月14日）は、フランス・カペー朝第7代の王（在位：1180年 - 1223年）。ルイ7世と妃でシャンパーニュ伯兼ブロワ伯ティボー4世の娘アデルの子。フランス最初の偉大な王と評価され、尊厳王（オーギュスト、Auguste）と呼ばれた。
父王の崩御により15歳で即位し、当初は舅であるエノー伯ボードゥアン5世の摂政下にあったが、間もなく親政を始めた。エノー伯やシャンパーニュ伯などの強力な北部諸侯を抑え、婚姻政策によりヴァロワなどを得た。さらに、イングランド王家で欠地王ジョンのフランス南部に広大な領地を有するプランタジネット家との抗争に勝利し、その大陸領土の大部分をフランス王領に併合した他、アルビジョア十字軍を利用して、王権をトゥールーズ、オーヴェルニュ、プロヴァンスといったフランス南東部から神聖ローマ帝国領にまで及ぼした。この結果、フランス王権は大いに強まり、フランスはヨーロッパ一の強国となった。

## 係累
1165年8月21日に、現在のフランス、ヴァル＝ドワーズ県のゴネス（Gonesse）でルイ7世と3番目の妻アデル・ド・シャンパーニュの間に生まれた。ルイ7世の唯一の男子であったが、異母姉にマリー、アリス、マルグリット、アデルがいた。また同母妹にアニェスがいる。

## フランス王権

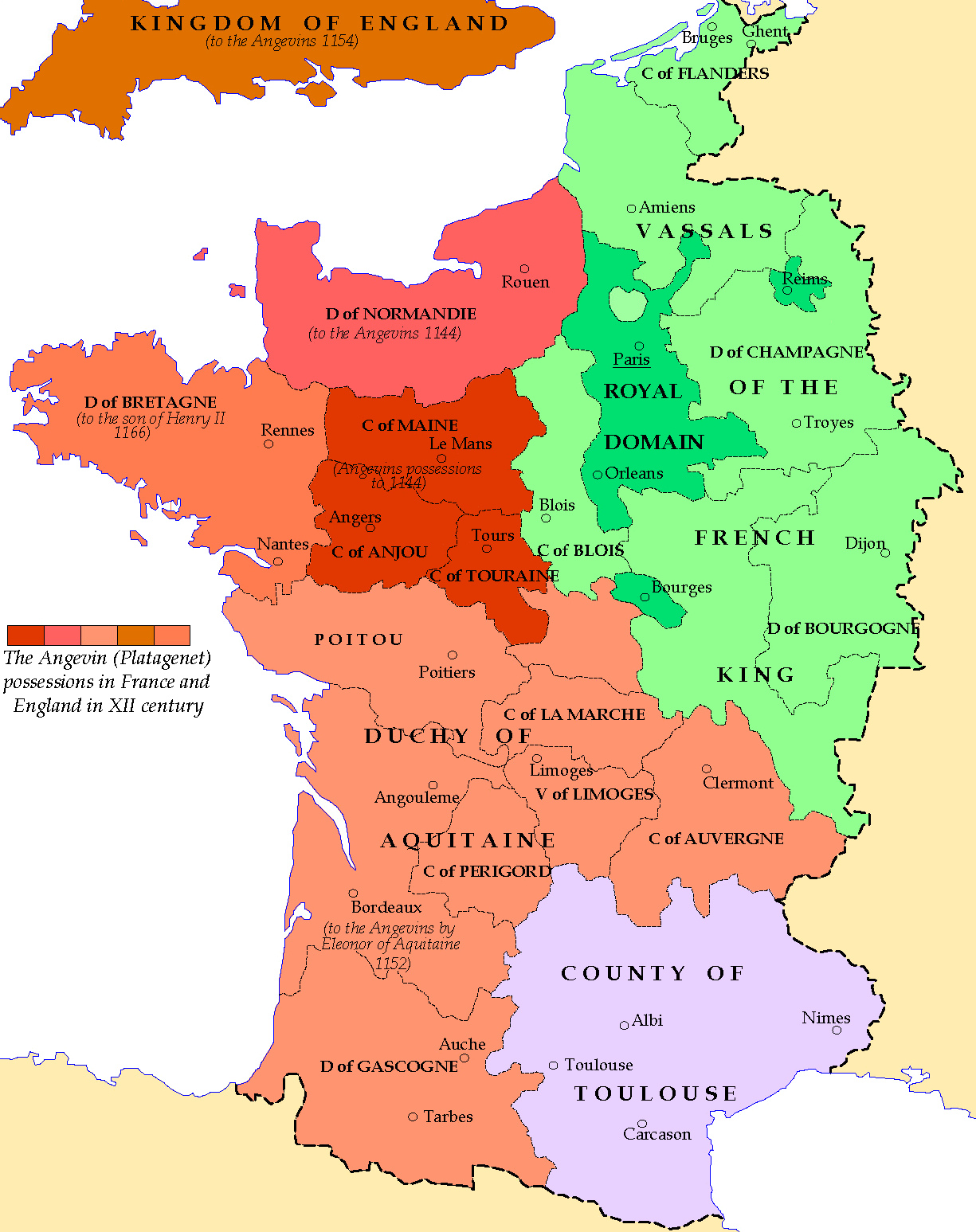
1154年のフランスにおけるプランタジネット家の版図（茶、褐色の部分）、緑がフランス王領で薄緑が王権を認めている諸侯領

フランス王家であるカペー家は、もとはパリ伯で、10世紀にカロリング朝が断絶すると選挙によってフランス王に選ばれたが、その支配地域は本領であるイル＝ド＝フランスと各地に散らばる若干の王領のみで、ノルマンディー公やフランドル伯といった有力諸侯と同程度の実権しか有していなかった。
歴代の王は王権の強化を図ったが、ノルマンディー公がイングランド王を兼ねて強力な存在になると（ノルマン・コンクエスト）、これに対抗するのが精一杯で思うに任せなかった。父のルイ7世はアリエノール・ダキテーヌとの婚姻で一時はアキテーヌ公領を支配下に加えた。おりしもイングランドはスティーヴン王の無政府時代だったため、王権を回復する良い機会だったが、この好機を生かせず、却ってアリエノールを離縁し、ヘンリー2世と結婚させてしまい、イングランドから南フランスまでを領有する強大なアンジュー帝国を誕生させてしまった。
長らくルイ7世には男子の跡継ぎもなく、このままプランタジネット家に併合されるかという時に誕生したのがフィリップ2世だった。幼いころは病弱で、一時期生命を危ぶまれる重病となり、父のルイ7世はヘンリー2世と戦争中だったにもかかわらず、聖トマス・ベケットの祠に病気治癒祈願するためイングランドへ渡ったほどだった。

## 生涯

### 幼少期
王位継承を確実とするため、フィリップ2世は14歳で共同統治王として戴冠し、1180年に父が亡くなると、わずか15歳で単独王として即位した。即位した年に西フランク王家だったカロリング家の血を引くフランドル伯フィリップの姪でエノー伯ボードゥアン5世の娘イザベル・ド・エノーと結婚し、間に王太子ルイが誕生することによりカペー家とカロリング家の結合を果たした。
当初は摂政で舅にあたるボードゥアン5世や母の実家で異母姉の嫁ぎ先でもあったブロワ家の力が強かったが、間もなく彼らを抑えて親政を始めた。

### プランタジネット家との抗争、第3回十字軍
最大の問題は、前王時代から続くプランタジネット家との抗争であった。前王時代から、ヘンリー2世とその息子達が不仲なことを利用する方策が取られており、フィリップ2世もこの方策を受け継いだ。元々フィリップ2世とプランタジネット家の息子達とは兄弟のような関係であり（ルイ7世とアリエノールの間に生まれた共通の異母姉・異父姉を持つ）、特に四男のブルターニュ公ジョフロワ（ジェフリー）と親しく、一時は兄弟同様に過ごした。
1186年にジョフロワが馬上槍試合で死去すると、今度はジョフロワの兄リチャードと親しくなった。1188年に再びヘンリー2世との戦争が始まると、リチャードに父への謀反を起こさせ、ヘンリー2世を死に追いやることに成功した。しかし、跡を継いだそのリチャード（リチャード1世、獅子心王）は手強い相手であり、当初は友好関係を継続させ、共に第3回十字軍に向かった。この際、2人は互いの領土に侵攻しないという約束を交わしたとされている。第3回十字軍は、神聖ローマ帝国のフリードリヒ1世（赤髭王）、イングランド王国のリチャード1世、フランス王国のフィリップ2世という王侯同士がそろって参加した十字軍であったが、たがいに反目しあい、うまく連携することができなかった。現実主義者であるフィリップ2世は十字軍に情熱を持たず、リチャード1世とも対立し、アッコン包囲戦にてアッコンを陥落させると間もなく病気を理由にフランスに帰国している。この際、途中で教皇の元を訪れ、十字軍から脱退して帰国した理由を釈明した。
フランスへ戻ると間もなく、伝統的政策としてリチャード1世の弟ジョンの王位簒奪を扇動した。そしてノルマンディ各地を占領していった。そうしたジョンとフィリップの行動について報告を受けたリチャードは、サラディンとの間で和平を成立させ、急ぎ帰国の途についた。リチャードが途中オーストリアでレオポルト5世公に捕らえられると、解放を遅らせるよう身柄を預かった皇帝ハインリヒ6世に働きかけると共に、ジョンの簒奪を支援したが成功せず、やがてリチャード1世はハインリヒに莫大な身代金を支払い解放された。フィリップ2世は手紙でジョンに「気をつけろ、悪魔は解き放たれた」と知らせたという。
リチャード1世はイングランドに戻るとすぐにジョンを屈服させ、捕囚中にフィリップ2世に奪われたフランス領土（ヴェクサンなど）を回復すべくフランスに渡った。フィリップ2世はアキテーヌ公領の諸侯を扇動し、リチャードに対して反乱させるなどをして対抗するも、戦上手なリチャードにはかなわず、次々と領土を回復された。ことに1194年7月3日、ヴァンドーム地方フレトヴァルの戦いでは金庫や公文書まで捨ておいての逃走を強いられるほどの大敗を喫する。1196年のガイヨン条約ではジソールを除く占領地の全てをリチャードに返還した。しかし1199年にリチャードはアテキーヌ公領シャリュで戦死し、甥のブルターニュ公アルテュール1世（アーサー）との争いの中でジョンがイングランド王となった。

### 離婚問題
1190年にイザベルが亡くなると、1193年にデンマーク王ヴァルデマー1世の娘インゲボルグと結婚したが、フィリップ2世は彼女が気に入らず、間もなく離婚を宣言し、1196年にバイエルン貴族のアンデクス伯兼メラーノ公ベルトルト4世の娘アニェスと結婚した。しかし、インゲボルグは離婚を認めず、フィリップ2世の結婚を重婚としてローマ教皇に訴えた。ローマ教皇ケレスティヌス3世はこの訴えを認め、フィリップ2世とアニェスとの結婚を無効とし、インゲボルグと死別しない内のフィリップ2世の再婚を禁止した。
フィリップ2世はこれに抵抗し、アニェスを妻とし続けたため、1198年に新教皇インノケンティウス3世はフィリップ2世を破門し、フランスを聖務停止とした。それにより国内でミサも、洗礼も、結婚も、葬儀も行われなくなっため、埋葬されない遺体が墓地に並べられ、不衛生になり、伝染病が流行した。
1201年になるとフィリップ2世は、イングランド王ジョンとの抗争においてローマ教皇の支持を必要としたため、教皇の要求に屈し、少なくともフィリップ2世は教皇を欺く目的で表面上アニェスと別れた。
しかし、アニェスは王に飽きられて捨てられたと思い込み、悲しみから病に罹る。失意の中、アニェスは間もなく男子の双子を出産中に難産で亡くなるが、フィリップ2世はその死因がインゲボルグにあるとし、インゲボルグをエタンプの城に幽閉した。
その後もフィリップ2世はインゲボルグとの離婚を望み、彼女を遠ざけていたが1213年、エノー伯を攻めていたフィリップは、イングランド海軍の応援を受けたフランドル軍との戦いで完敗し、フランス海軍の帆船の大半を失った。そこでヨーロッパ最強の海軍を持つデンマークの助力を得ようとインゲボルグの兄ヴァルデマー2世やローマ教皇の要求を受け入れ、呼び戻して王妃として処遇することを決意する。フィリップはインゲボルグの幽閉されていたエソンヌの小島に急ぎ王の来訪を聞いてひざまずく彼女の手を取り、長年の虐待を詫びインゲボルグを解放した。
フィリップ2世は教会の干渉に非常に不満で、サン＝ドニの年代記によると「（自分が）イスラム教徒だったら良かった。ローマ教皇のいないサラディンがうらやましい」と述べたとされる。

### ジョンとの戦い

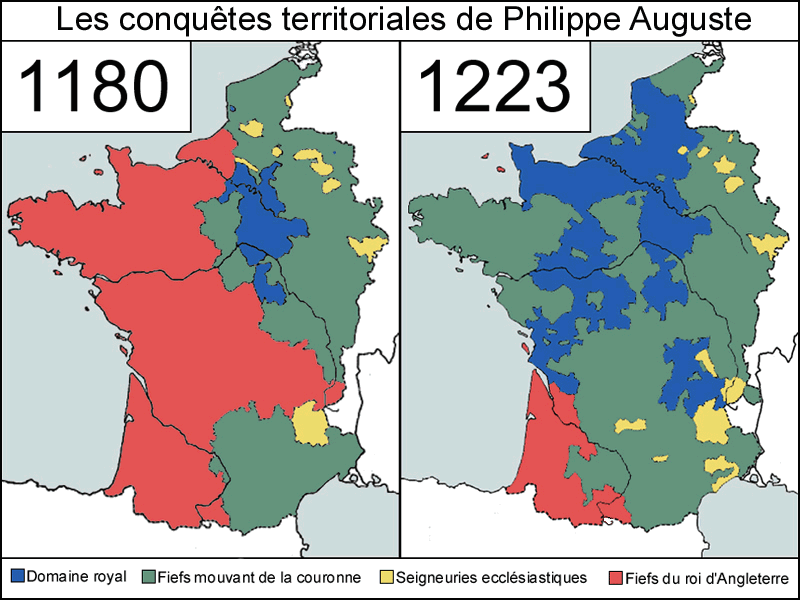
1180年と1223年のフランスにおけるプランタジネット家の版図（赤）とフランス王領（青）、諸侯領（緑）、教会領（黄）

1200年にジョンが、既に婚約者のいたイザベラ・オブ・アングレームと結婚した時、婚約者だったユーグ・ド・リュジニャンはこれをフィリップ2世に訴えた。フィリップ2世はジョンを法廷に召喚し、これを拒否されるとジョンの全フランス領土の剥奪を宣言し、ノルマンディー以外のこれらの領土をブルターニュ公アルテュールに与え、アルテュールを支援してジョンと交戦した。1203年にジョンがアルテュールを捕らえ殺害すると、フランスの諸侯はジョンを見限り、ブルターニュを始めとしてノルマンディー、アンジュー、メーヌ、トゥレーヌ、ポワトゥーはほとんど抵抗せずにフィリップ2世に降伏した。ジョンの下に残ったのは、わずかにアキテーヌの中心地であるガスコーニュのみで、フィリップ2世は懸案だったプランタジネット家のフランス領土の大部分の回収に成功した。
その後もジョンは失地回復を目指してアンジュー、ポワトゥーに侵攻したが、これを撃退し、ロワール川以北を正式にフランス領とする条約を結んだ。
さらに1213年には、破門されたジョンに対し、ローマ教皇インノケンティウス3世の支援を受け、ジョンに不満なイングランド諸侯やウェールズ、アイルランドと呼応してイングランド侵攻を計画した。しかし、これを恐れたジョンがイングランドをローマ教皇に寄進し、教皇の封建臣下となったため、教皇はイングランド侵攻の支持を取り消し、計画は中止された。その後、イングランド侵攻に協力しなかったフランドル伯を攻めたが、イングランドの援軍により撃退された。
翌1214年になるとジョンは、甥の神聖ローマ皇帝オットー4世やフランドル伯フェランと提携し、フランスを南北から挟撃する計画を立てた。ジョンがフランス南部に進撃すると同時にドイツ、フランドル軍がフランドルからフランスに侵入するというものであった。これに対しフィリップ2世は、王太子ルイを南部に派遣してジョンを抑え、自らはフランドルから進入する皇帝連合軍を迎え撃ち、ブーヴィーヌの戦いで勝利を収めた。この勝利により神聖ローマ帝国、イングランドに対して優位に立ち、プランタジネット家の旧領を確保すると共に、フランスの有力諸侯フランドル伯、ブローニュ伯を捕虜とし、王権をいっそう確実にした。
1215年にジョンに不満を持つイングランド諸侯の要請により、王太子ルイのイングランド侵攻を認めるが、1216年にジョンが亡くなるとイングランド諸侯はジョンの息子のヘンリー3世を支持したため、ルイの即位は果たせなかった。

### 内政・外交
内政ではパリの道路の舗装、城壁の建設、市場の設立などの整備を行い、父王時から続いているノートルダム大聖堂の建設を続け、パリ大学の創立に協力した。また、王領内にバイイ（国王代官）の制を確立させて支配機構を一新し、司法における王室法廷への上訴の道をひらき、さらに都市（コミューン）を保護、育成し商業を振興させて官僚機構を整備して、コミューンを特殊な家臣「集合領主」として扱って、市民のフランス王国への帰属意識を高めさせた。
外交では神聖ローマ帝国のホーエンシュタウフェン家と同盟し、ハインリヒ6世の死後は弟のフィリップを支持した。1208年にフィリップが暗殺された後はハインリヒ6世の息子でフィリップの甥のフリードリヒ2世を支持し、オットー4世と対立した。十字軍には熱心でなく、ローマ教皇との関係はつかず離れずだった。

### アルビジョア十字軍、晩年
アルビジョア十字軍は1209年に始まったが、当初インノケンティウス3世からの参加要請は、イングランド王ジョンと神聖ローマ皇帝オットー4世の脅威を理由に断り、シモン・ド・モンフォールの指揮に任せている。フランス王家は歴史的にローマ教皇との関係は良かったが、フランス領内での教皇の影響が強くなりすぎるのも好ましくはなく、つかず離れずといった対応を取っていた。
しかし1214年のブーヴィーヌの戦いの勝利の後は、1216年から始まる南仏諸侯の反撃に苦戦する十字軍に王太子ルイを派遣し、介入するようになった。フィリップ2世の崩御後の1225年にアモーリー6世・ド・モンフォールから南仏の支配権を受け継ぎ、ルイ8世が十字軍を指揮してトゥールーズ、オーヴェルニュ、プロヴァンスへの王権の伸張に成功した。
フィリップは1223年7月14日にイヴリーヌ県のマント・ラ・ジョリで崩御し、歴代のフランス王が眠るサン＝ドニ大聖堂に埋葬された。後継として王太子ルイがルイ8世として即位した。

## 評価
懸案だったイングランド王家の大陸領土の大部分を回収し、北フランス諸侯の勢力を抑え、ブービーヌの戦いにより、神聖ローマ帝国、イングランドに対する優位を確立し、さらにアルビジョア十字軍を利用して南仏（ラングドック）やブルゴーニュにまで王権を及ぼす契機をつくった。
内政も都市の育成やパリの整備、パリ大学の設立などにより民衆の支持を得て、フランス国民としての統一意識を高め、以降1世紀にわたりヨーロッパにおけるフランスの優位を確立した。フランス王国最初の偉大な王と評価され、初代ローマ皇帝アウグストゥスにちなんで尊厳王（Auguste）と称される。

## 容姿と性格
フィリップ2世の姿と人となりについて、唯一知られている資料では、彼について以下のように記載している。
「禿頭だが、堂々として凛々しく、がっしりした大柄な体躯で血色の良い陽気な顔をしている。気性は激しく、豪奢な暮らし、女性とワインを好む。味方には寛容だが、自分を不快にさせた者には出し惜しむ。戦術に精通しており、正しいと認められる信念を持ち、自分の決断に対して慎重かつ頑固である。幸運の寵児であるが、激しやすく落ち着きがない面を他者から恐れられていた。しかしながら、投獄した敵を死なせることは決してせず、自分の配下に置き、その鎮圧者であり、教会の援護者であり、支配者である自分を誇示することを好んでいた。」

## 子女
イザベル・ド・エノーとの間に3男いる。
- ルイ8世（1187年 - 1226年） - フランス王
- ロベール（1190年 - 1190年） - 生後3日目で死去
- フィリップ（1190年 - 1190年） - 生後3日目で死去

アニェス・ド・メラニーとの間に2男1女がいる。
- マリー（1198年 - 1223/24年） - 1210年にナミュール侯フィリップ1世（エノー伯ボードゥアン5世の子）と結婚、1213年にブラバント公アンリ1世と再婚
- フィリップ（1200年 - 1234年） - クレルモン伯、1216年にダンマルタン伯ルノーの娘マティルドと結婚
- ジャン＝トリスタン（1201年 - 1201年）- 生後間もなく死去

愛人としていたアラスで暮らしていた名前不明の女性との間に庶子が1男いる。
- ピエール＝シャルル（1205年-1249年）　- ノヨン・トゥルネーの司教でありノワイヨン副伯